# Éli Lotar
Éli Lotar (30 de gener de 1905 - 10 de maig de 1969) va ser un fotògraf i cineasta francès que va participar en el moviment surrealista.

## Biografia
Fill del poeta Tudor Arghezi va fer estudis de dret a Bucarest fins que el 1924 va decidir traslladar-se a viure a París en interessar-se pel cinema, i amb 21 anys va decidir adoptar la nacionalitat francesa. Va començar els seus estudis de fotografia amb Germaine Krull que es convertiria en la seva parella. Després de la seva decisió de dedicar-se a la fotografia al costat de Krull va iniciar les seves col·laboracions en revistes com a Jazz, Varietés, Bifur o Documents. També va realitzar nombroses exposicions amb André Kertész i va dirigir els seus interessos cap al surrealisme. Una de les seves obres més conegudes il·lustra la paraula abattoir (escorxador) en la revista diccionari Documents de Georges Bataille l'any 1929. Entre 1930 i 1932 va compartir un estudi fotogràfic amb Jacques-André Boiffard però l'abandonà al no desitjar continuar amb el retrat.
Al mateix temps es va posar en contacte amb els directors de cinema que es reunien a París entre els quals es trobaven Alberto Cavalcanti, René Clair, Luis Buñuel, Antonin Artaud i Roger Vitrac. El 1933 va col·laborar amb Luis Buñuel en la pel·lícula documental Las Hurdes, tierra sin pan encarregant-se'n de la fotografia. També va col·laborar amb Jean Renoir a Partie de campagne com a fotògraf del rodatge, amb Jacques Prévert a L'affaire est dans le sac i amb Marc Allégret en el documental Aubervilliers el 1946. En els últims anys de la seva vida va ser amic d'Alberto Giacometti que li va fer diversos busts.